# جولیانا ریورا
جولیانا ریورا (ایتالیایی: Giuliana Rivera؛ ‏ ۱۹۲۸–۲۰ ژوئیه ۲۰۲۲) بازیگر و دوبلور اهل ایتالیا بود.

## گزیدهٔ نقش‌آفرینی‌ها

### سینما
- زنی دست دوم (۱۹۷۷)
- پلیس قاتل (۱۹۷۵)
- داستان‌های زندگی و جنایت (۱۹۷۵)
- سبزه، خوش‌هیکل، به‌دنبال مردی پولدار (۱۹۷۳)
- تورین سیاه (۱۹۷۲)
- زندگی دشوار (۱۹۶۴)

### تلویزیون
- در آخرین لحظه (۱۹۷۱)